# Fromelles
Fromelles település Franciaországban, Nord megyében. Lakosainak száma 1133 fő (2022. január 1.). Fromelles Fleurbaix, Aubers, Fournes-en-Weppes, Herlies és Le Maisnil községekkel határos.

## Népesség
A település népességének változása:
| Lakosok száma | 876  | 906  | 928  | 958  | 1000 | 1041 | 1065 | 1076 | 1133 |
|               | 2013 | 2015 | 2016 | 2017 | 2018 | 2019 | 2020 | 2021 | 2022 |